# وادي المومياوات الذهبية

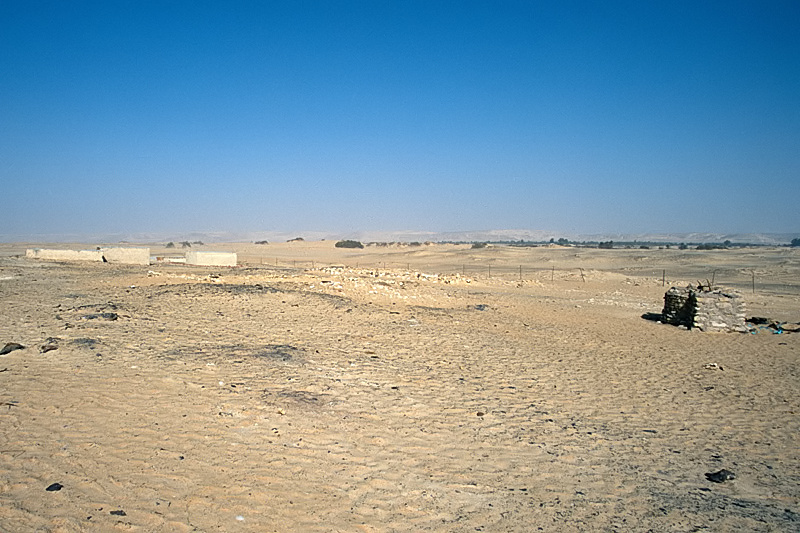

وادي المومياءات الذهبية يقع في الواحات البحرية، وكان اكتشاف رئيس المجلس الأعلى للآثار المصرية د.زاهي حواس عن 192 مومياء مغطاة بالذهب وتقع بجوارها أماكن مثل الصحراء البيضاء والسوداء وكان من أكبر الاكتشافات التي اكتشفها د.زاهي.